# Дагестан в филателии
Дагестан в филателии — совокупность почтовых марок, художественных маркированных конвертов и других филателистических материалов, посвящённых Дагестану.

## Почтовые марки
- В 1944 году в СССР была выпущена почтовая марка, посвящённая Герою Советского Союза Ханпаше Нурадилову .
- В 1963 году была выпущена в обращение марка «Кубачинские изделия» (РСФСР, Дагестан).
- 20 января 1971 года тиражом 4,5 млн шт. была выпущена марка «50 лет Дагестанской АССР».
- 20 января 1981 года тиражом 4,4 млн шт. была выпущена марка «60 лет Дагестанской АССР».

## Монеты
17 октября 2013 года тиражом 10 млн. экз. была пущена в обращение 10-рублёвая монета, посвящённая Дагестану из серии «Российская Федерация» (биметалл: кольцо — латунь, диск — мельхиор). На реверсе монеты  находится изображение герба Республики Дагестан, по окружности – надписи: вверху – "РОССИЙСКАЯ ФЕДЕРАЦИЯ", внизу – "РЕСПУБЛИКА ДАГЕСТАН"

## Художественные маркированные конверты
Ниже приводится неполный список художественных маркированных конвертов СССР, на которых была запечатлён Дагестан.
| #  | Каталожный номер | Наименование                                   | Дата выпуска         | Номинал | Художник                                            | Описание изображения |
| -- | ---------------- | ---------------------------------------------- | -------------------- | ------- | --------------------------------------------------- | -------------------- |
| 1  | [ 1 ]            | Дагестанская АССР. Махачкала. Буйнакская улица | 13 апреля 1956 года  | -       | —                                                   |                      |
| 2  | 1262             | Дагестанская АССР. Махачкала. Улица Ленина     | 13 июля 1960 года    | 50 коп. | Круглов Н.Е.                                        |                      |
| 3  | 1293             | Дагестанская АССР. Кубачинские ювелиры         | 13 августа 1960 года | 40 коп. | —                                                   |                      |
| 4  | 4652             | Дагестанская АССР. Село Акуиа (Акуша)          | 19 мая 1967 года     | 4 коп.  | —                                                   |                      |
| 5  | 6028             | Дагестанская АССР. Гергебильская ГЭС           | 6 января 1969 года   | 6 коп.  | —                                                   |                      |
| 6  | 7160             | Дагестанская АССР. р. Чирахчай                 | 23 июля 1970 года    | 4 коп.  | Савостюк И.                                         |                      |
| 7  | 7331             | 50 лет Дагестанской АССР                       | 23 ноября 1970 года  | 6 коп.  | Косоруков Ю.                                        |                      |
| 8  | 8231             | Дагестанская АССР. Аул Куппа                   | 10 мая 1972 года     | 6 коп.  | —                                                   |                      |
| 9  | 10105            | Дагестанская АССР. Каспийск. Дом культуры      | 10 ноября 1974 года  | 5 коп.  | Филиппов И.                                         |                      |
| 10 | 12888            | Дагестанская АССР. Кубачинская чернь           | 16 июня 1978 года    | 7 коп.  | Зайцева Л.                                          |                      |
| 11 | 0009             | 100 лет Дагестанской АССР                      | 13 января 2021 года  | 40 руб. | Оформление – Корнеева М. Автор эмблемы – Гапуров А. |                      |

## Специальные гашения
- В связи с празднованием 60-летия Дагестанской АССР 20 января 1981 года на Махачкалинском почтамте осуществлялось спецгашение с помощью почтового штемпеля с изображением символики основных направлений развития экономики республики и надписями «СССР. Дагестанская АССР. 60 лет» и «Махачкала. 20.I.81. Почтамт».